# Una serata con Franca Valeri
Una serata con Franca Valeri è un album in studio dell'attrice italiana Franca Valeri, pubblicato nel 1965.

## Descrizione
L'album è stato pubblicato nel 1965 con numero di catalogo QELP 8149, e successivamente ristampato con numero di catalogo PSQ 052.

## Tracce
1. Lettera della sorella - 4'07" - (Franca Valeri)
2. Pro-memoria di un'attrice - 1'37" - (Franca Valeri)
3. Una moglie felice - 4'09" - (Franca Valeri)
4. Una moglie tranquilla - 5'03" - (Franca Valeri)
5. Le madri - 5'43" - (Franca Valeri)
6. Di madre ce n'è una sola - 2'26" - (Franca Valeri)
7. Annunciatrici e cantanti - Canzone - 2'53" - (Franca Valeri)
8. Una dama benefica - 3'29" - (Franca Valeri)
9. Gli agguati della giornata - 1'26" - (Franca Valeri):
  1. Una passeggiatrice
  2. Una ragazza veneziana
  3. Una bolognese senza complessi
10. Cesira la manicure - 5'20" - (Franca Valeri)
11. La dama e l'architetto - 4'30" - (Franca Valeri)
12. La signora snob - 3'44" - (Franca Valeri)

## Edizioni
- 1965 - Una serata con Franca Valeri (La Voce del Padrone, QELP 8149, LP)
- Una serata con Franca Valeri (La Voce del Padrone, PSQ 052, LP)